# Cleveland
Cleveland è una città degli Stati Uniti d'America, capoluogo amministrativo della Contea di Cuyahoga, nello Stato dell'Ohio. La città si trova nel nord-est dello Stato, sulla costa sud del lago Erie, approssimativamente a 100 km ad ovest dal confine con la Pennsylvania. Fu fondata nel 1796 presso la foce del fiume Cuyahoga e divenne un centro industriale grazie alla sua posizione, all'inizio di molti canali navigabili e linee ferroviarie. Con il calo dell'industria pesante, Cleveland ha diversificato la sua economia con servizi finanziari, assicurazioni e altro.
Secondo i dati del 2018 la popolazione arrivava a 383 793 abitanti, classificandosi 52ª negli Stati Uniti e seconda in Ohio. È il centro della Greater Cleveland, che comprende diverse contee, ed è l'area metropolitana più grande dell'Ohio. L'Area Statistica Metropolitana di Cleveland-Elyria-Mentor ha 2 057 009 abitanti ed è la 33ª degli Stati Uniti.
I residenti e i turisti possono beneficiare degli investimenti fatti dai cittadini benestanti in arte, istituzioni culturali e filantropia, che hanno permesso la creazione di un grande sistema bibliotecario pubblico. Diversi investimenti nel ventunesimo secolo hanno, invece, permesso la creazione e/o il mantenimento di varie attrazioni turistiche come il Progressive Field (noto in precedenza come Jacobs Field), la Rock and Roll Hall of Fame e il Playhouse Square Center. Secondo gli studi fatti dall'Economist nel 2005, Cleveland e Pittsburgh sono le città dove si trova la qualità di vita migliore e i posti più adatti per tenere incontri di lavoro in tutti gli Stati Uniti continentali. Ciononostante continuano a scontrarsi in città due realtà diverse, con la povertà che si concentra in periferia, insieme alla difficoltà nel poter garantire un'istruzione pubblica di alta qualità.
Gli abitanti si chiamano clevelanders e i vari soprannomi della città sono The Forest City, America's North Coast, Sixth City e The 216.

## Storia
Cleveland ottenne il suo nome quando la Connecticut Land Company divise i territori dell'ovest del Connecticut in città e paesi e creò una capitale che venne chiamata Cleaveland dal nome del Generale Moses Cleaveland. Il Gen. Cleaveland gettò le basi dell'attuale centro della città imperniandolo attorno alla Public Square prima di ritornare a casa, per poi non rivedere più l'Ohio. Il primo colono a Cleveland fu Lorenzo Carter, che costruì una capanna sulle rive del fiume Cuyahoga. Il villaggio di Cleveland venne incorporato il 23 dicembre 1814. Il nome venne cambiato omettendo una "a" per adattarsi alla testata del quotidiano locale.
La posizione si dimostrò provvidenziale, sebbene così non apparisse in principio, essendo a contatto con pianure paludose e sopportando inverni duri. La città iniziò una rapida crescita dopo il completamento dei canali dell'Ohio e dell'Erie nel 1832, trasformando Cleveland in una chiave di collegamenti tra il fiume Ohio e la regione dei Grandi Laghi e collegandolo all'Oceano Atlantico, via acqua, tramite il San Lorenzo e al Golfo del Messico tramite il fiume Mississippi. La crescita continuò ancora maggiormente una volta che vennero aggiunti i collegamenti ferroviari. La rapida crescita portò all'incorporazione di Cleveland come città nel 1836.

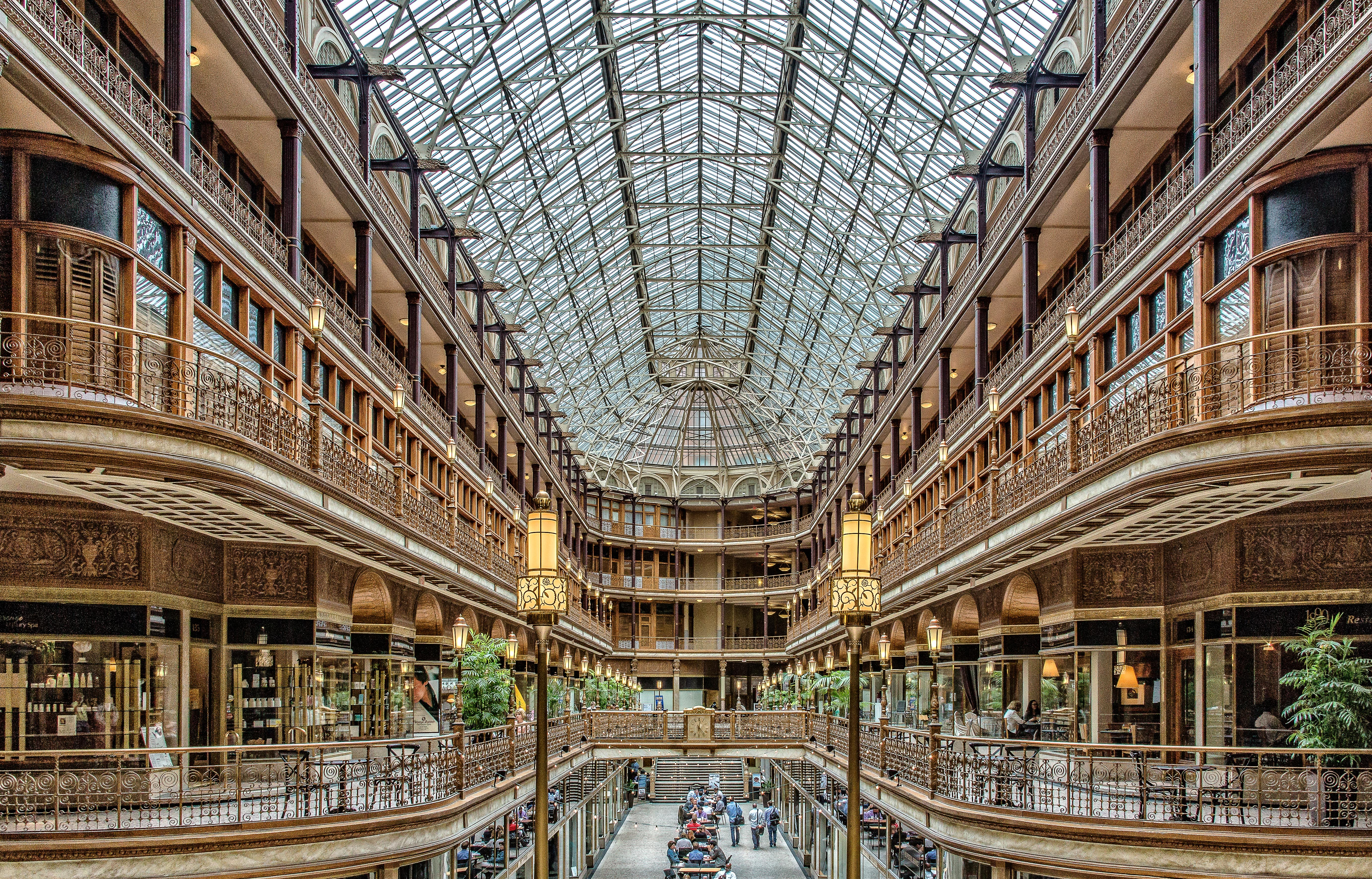
Cleveland Arcade

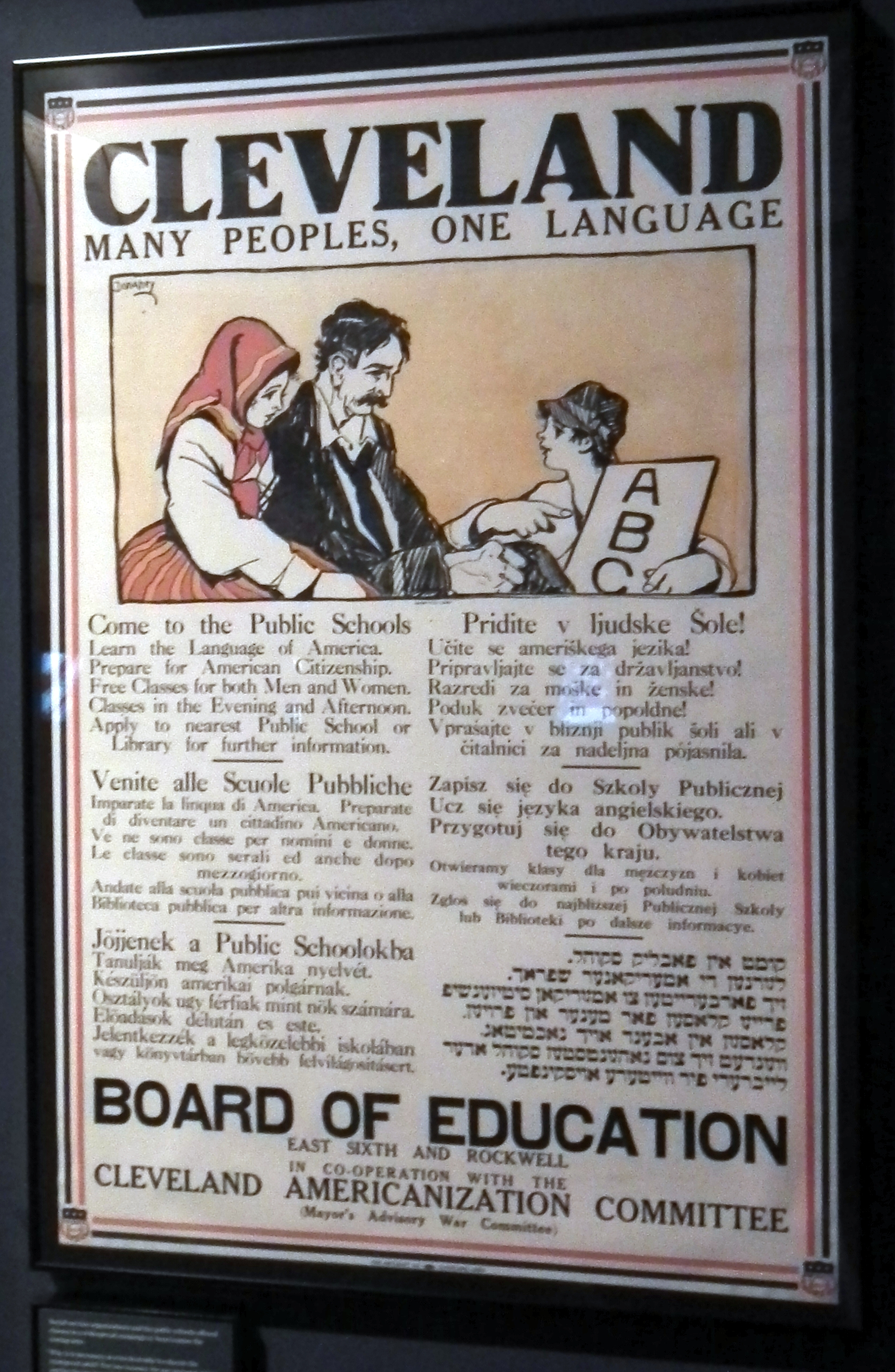
1917 poster multilingue in inglese, italiano, ungherese, sloveno, polacco e yiddish sulle lezioni di inglese per i nuovi immigrati a Cleveland.

Nel 1837 la città, situata sulla sponda est del fiume Cuyahoga, entrò in guerra con la vicina Ohio City. Quest'ultima rimase indipendente finché non venne annessa a Cleveland nel 1854. Situato come punto d'incontro tra il ferro proveniente dal Minnesota attraverso i Grandi Laghi e il carbone e gli altri minerali grezzi provenienti dal sud, il sito infine fiorì. Cleveland divenne uno dei centri più importanti degli Stati Uniti sia a livello industriale che di popolazione. Il fondatore della Standard Oil, John Davison Rockefeller, fece qui la sua fortuna e nel 1920 Cleveland divenne la quinta città più grande degli Stati Uniti. Molti Clevelanders sono sepolti nello storico Lake View Cemetery, insieme a James A. Garfield, il 20º presidente degli Stati Uniti.
In commemorazione del centenario dell'incorporazione di Cleveland, debuttò nel giugno del 1936 la Mostra dei grandi laghi, tenuta lungo la costa del lago Erie, a nord del centro. Concepita come un modo per rinvigorire la città duramente colpita dalla Grande depressione, portò 4 milioni di visitatori al suo primo anno e 7 milioni al suo secondo e ultimo, tenutosi nel 1937. In quegli anni, tra il 1935 e il 1938, la città divenne teatro di una serie di macabri delitti commessi da un non identificato serial killer noto come il Macellaio di Cleveland.
Subito dopo la Seconda guerra mondiale Cleveland ebbe un breve boom. Nello sport gli Indians vinsero le World Series nel 1948 e i Browns dominarono il football professionistico negli anni cinquanta. Gli affari incoronarono Cleveland come "il miglior luogo dello stato". Nel 1950 la città raggiunse il suo picco con 914 808 abitanti.
Negli anni sessanta le industrie pesanti cominciarono una lenta discesa e i residenti iniziarono a cercare casa in periferia, riflettendo così il trend nazionale dell'espansione a macchia d'olio. Come le altre più grandi città americane, Cleveland visse delle tensioni razziali che culminarono negli Hough Riots, che durarono dal 18 al 23 luglio del 1966, e nel Glenville Shootout, sviluppatosi invece dal 23 al 25 luglio del 1968.
Si tende sempre a considerare il nadir della città il suo grande indebitamento raggiunto nel dicembre del 1978, quando sotto il sindaco Dennis Kucinich divenne la prima città a subire danni economici dalla Grande depressione. I media nazionali iniziarono a riferirsi alla città con l'appellativo di The mistake by the lake (L'errore sul lago) in relazione alle sue difficoltà economiche, ad un famoso incendio sulle rive del fiume Cuyahoga e alle sue squadre sportive che faticavano non poco. La città ha lavorato molto per togliersi di dosso questo scomodo soprannome e da allora i media sono stati molto più gentili con Cleveland, usandola come esempio per la sua rivitalizzazione del centro della città e per la sua rinascita urbana.
Nel 1986 si svolse a Cleveland un evento, noto come Balloonfest '86, che stabilì il primato mondiale di palloncini rilasciati nell'atmosfera, quasi un milione e mezzo di unità. La manifestazione, nata con intenti filantropici, si rivelò un autentico disastro ed ebbe delle conseguenze drammatiche: i palloncini, invece di volare in cielo, furono sospinti a bassa quota sulla città e il territorio circostante, causando problemi al traffico e al vicino aeroporto; ci furono anche interferenze alle attività della guardia costiera nella ricerca di due pescatori dispersi, che furono poi ritrovati affogati.
Nonostante Cleveland sia stata innalzata dai media come la Città ritornata, molti dei problemi alle zone periferiche rimangono aperti e il sistema di scuola pubblico continua ad avere seri problemi. Lo sviluppo economico continua ad essere una priorità municipale.

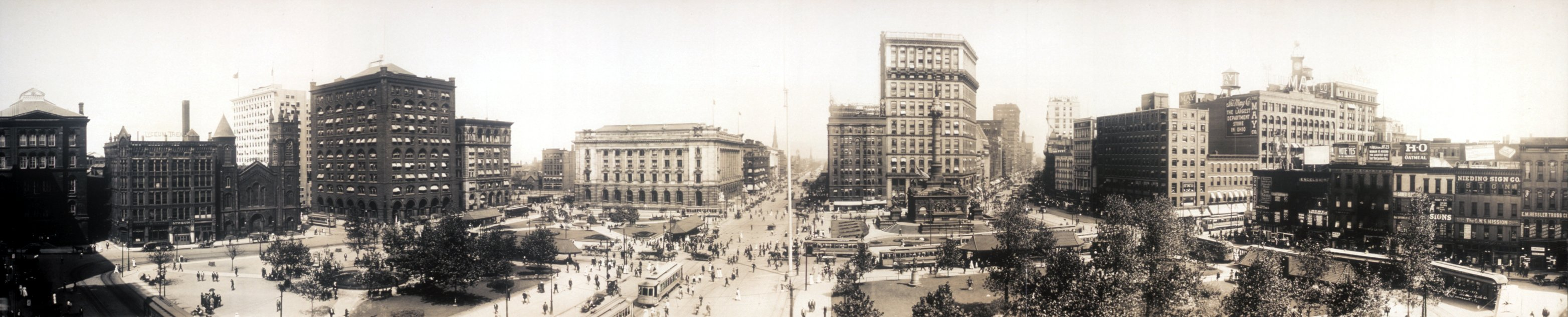
Public Square nel 1912

## Monumenti e luoghi d'interesse
- Casa di Sarah Benedict, storica villa vittoriana, inserita nel registro nazionale dei luoghi storici.

## Geografia

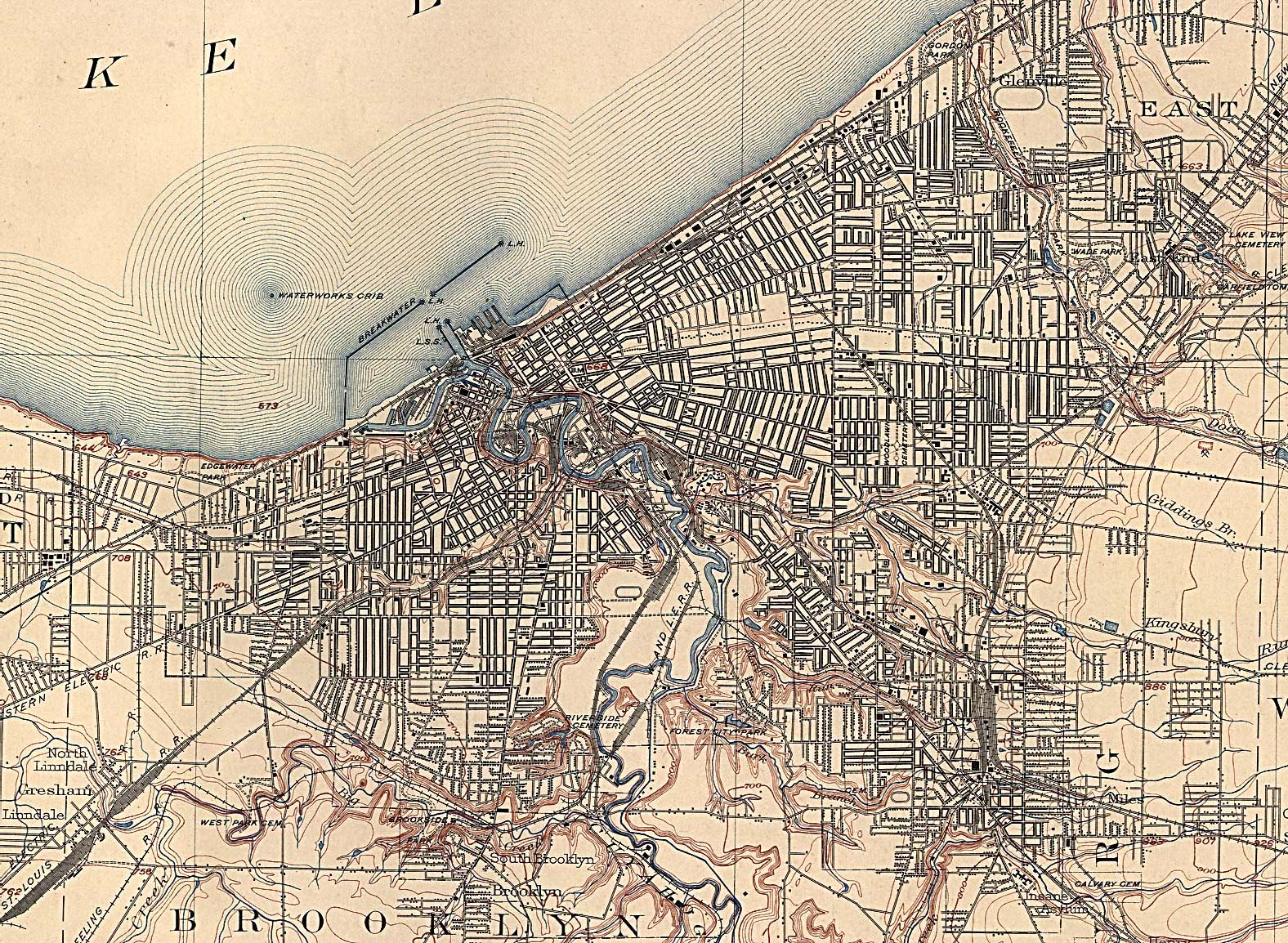
Mappa di Cleveland nel 1904

Cleveland si trova a 41°28′56″N e 81°40′11″. Secondo il censimento del 2000 Cleveland ha un'area di 213,5 km² di cui il 5,87% è coperto da acque interne. La costa del lago Erie è a 173 m s.l.m., e comunque la città giace su una scogliera irregolare che corre parallela al lago interrotta da tre immissari che sono il Cuyahoga, il Big Creek e l'Euclid Creek. La terra si alza subito allontanandosi dalla costa; Public Square che si trova solo 2 km all'interno è situato a 198 m di altezza e l'Hopkins Airport che si trova 8 km all'interno è a 235 m di altezza.
La città confina con: Bratenahl, Brook Park, Brooklyn, Brooklyn Heights, Cleveland Heights, Cuyahoga Heights, East Cleveland, Euclid, Fairview Park, Garfield Heights, Lakewood, Linndale, Maple Heights, Mayfield Heights, Newburg Heights, Parma, Rocky River, Shaker Heights, South Euclid e Warrensville Heights.

### Edifici principali

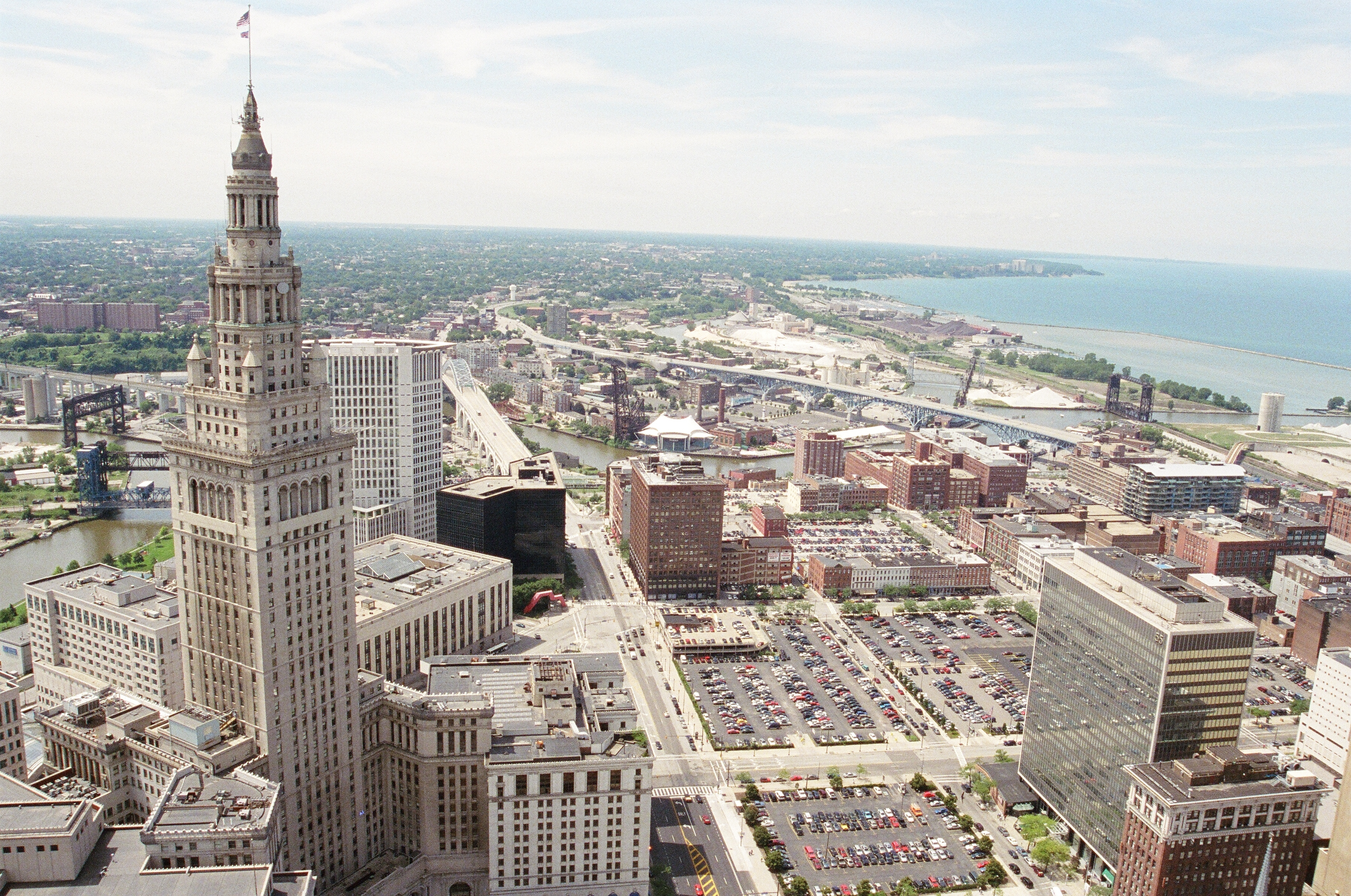
Vista della Terminal Tower

L'architettura del centro è varia. Molti edifici civici e municipali sono costruiti su di un viale aperto e sfoggiano un comune stile neoclassico. La Terminal Tower rimase uno degli edifici più alti d'America, al di fuori di New York, fino al 1967 e il più alto della città fino al 1991. I grattacieli di Public Square Key Tower e BP Building combinano elementi di Art déco con lo stile post-moderno. Un altro dei gioielli di Cleveland è la Cleveland Arcade (chiamata localmente the Arcade), una galleria costruita nel 1890 e rinnovata nel 2001 come Hyatt Regency Hotel.
A Cleveland e dintorni si trovano alcuni parchi tra i quali il Big Creek Valley, che si trova nel Cleveland Metropark Zoo, e ospita la più grande collezione di primati di qualsiasi altro zoo degli Stati Uniti. Altri parchi sono il Brookside Park, il Cleveland Lakefront State Park e l'Edgewater Park.

### Clima

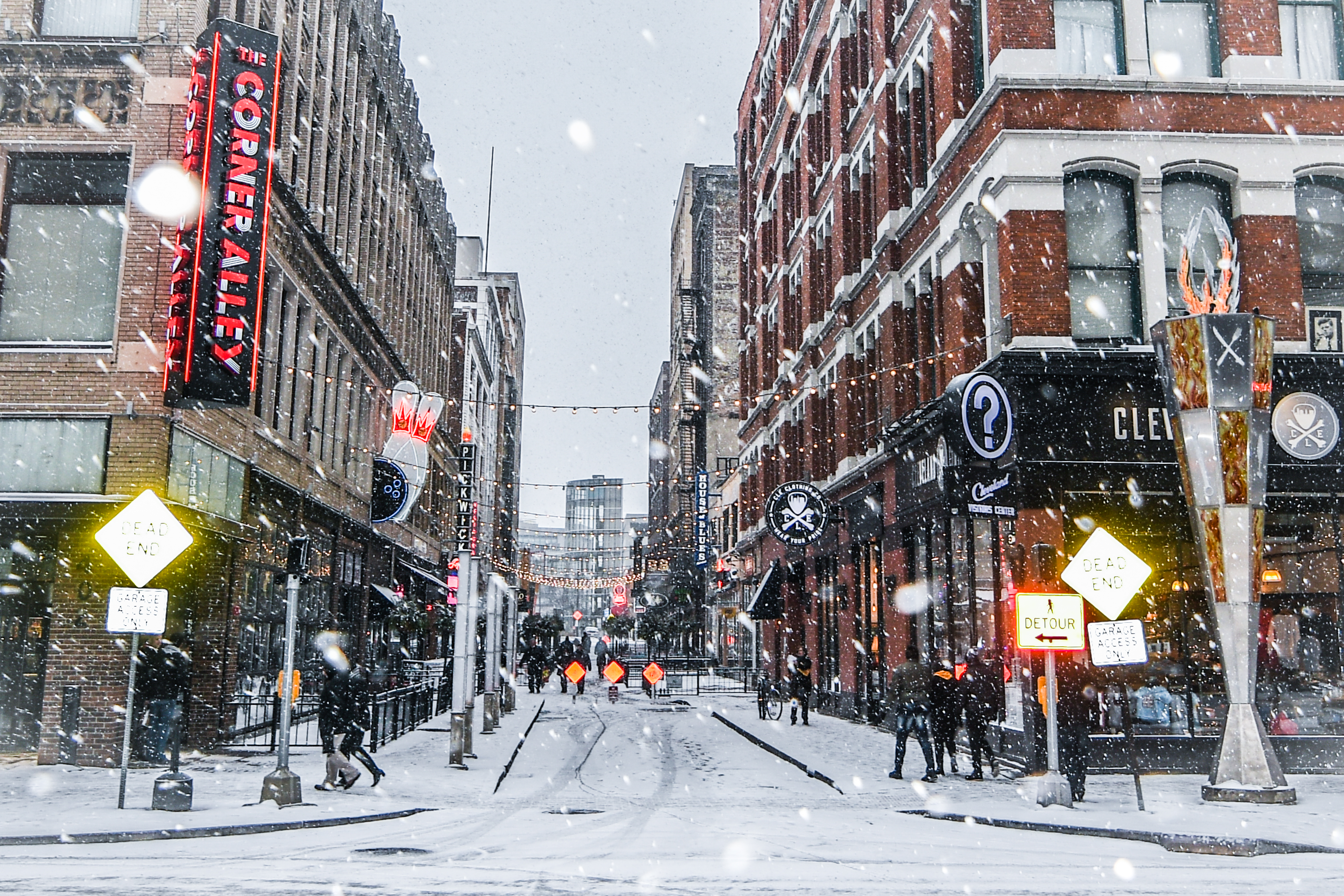
Inverno a Cleveland

La costa del lago Erie quasi collega la parte est con la parte ovest di Cleveland ma alla foce del fiume Cuyahoga curva bruscamente a nord-est. Proprio questa morfologia è ciò che più contribuisce al perenne effetto neve che è ormai un'abitudine a Cleveland, specialmente nella zona ad est, da metà novembre a gennaio-febbraio.
I record climatici di Cleveland sono di 40 °C, stabilito il giugno del 1988, e di −29 °C, stabilito nel gennaio del 1994.
| Temperature medie mensili |      |      |      |     |      |      |      |      |      |     |     |      |
| Mese                      | Gen  | Feb  | Mar  | Apr | Mag  | Giu  | Lug  | Ago  | Set  | Ott | Nov | Dic  |
| Media Max °C              | 0,3  | 2,1  | 7,8  | 14  | 20,3 | 25,2 | 27,4 | 26,2 | 22,3 | 16  | 9,2 | 3    |
| Media Min °C              | -7,3 | -6,1 | -1,7 | 3,2 | 9    | 14,2 | 16,8 | 16,2 | 12,3 | 6,5 | 1,6 | -3,9 |

## Società

### Evoluzione demografica

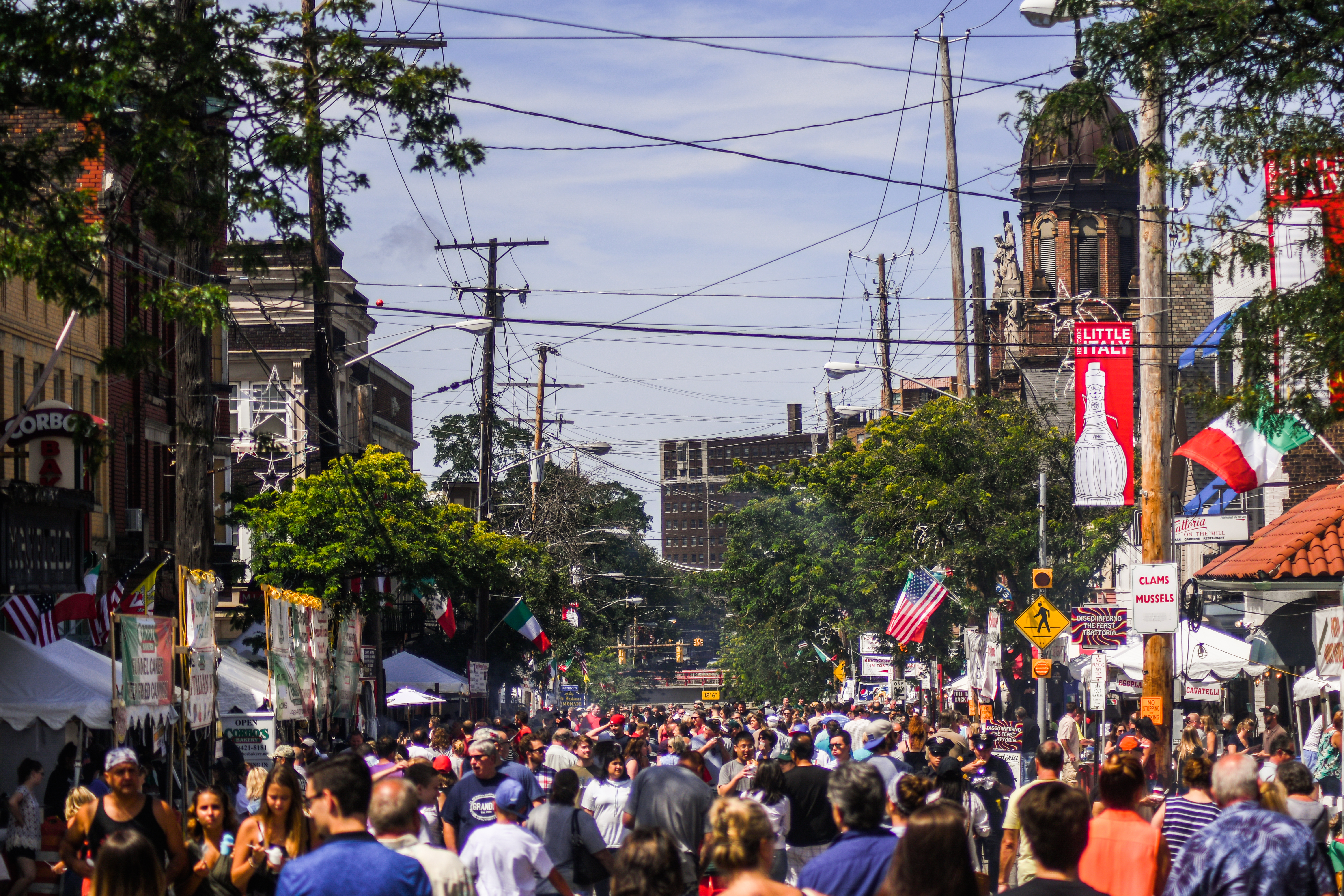
Festa dell'assunzione a la Piccola Italia di Cleveland

La composizione della popolazione di Cleveland è per il 50,99% di afroamericani e per il 42,49% di bianchi. Tra le tante lontane origini degli attuali abitanti vi sono, tra gli altri: tedeschi (9,2%), italiani (4,6%), irlandesi (8,2%), polacchi (4,8%). Cleveland ospita diversi festival etnici durante l'anno, come l'annuale Festa dell'assunzione a la Piccola Italia, il Festival Greco ortodosso a Tremont e ancora la Maslenica Russo nel Rockefeller Park. Al West Side Market si trovano in vendita molti cibi etnici.

## Politica
La posizione di Cleveland come centro industriale ha stabilito un focolaio di sindacati attivi sin dai suoi albori. Questo ha contribuito ad un progressismo politico che ha influenzato le elezioni politiche di Cleveland nel presente. Infatti mentre le altre zone dell'Ohio, in particolare Cincinnati e la parte sud dello stato, sostengono storicamente il Partito Repubblicano, Cleveland fornisce un forte supporto per i Democratici. Durante le elezioni presidenziali del 2004 nonostante George W. Bush ottenesse lo Stato dell'Ohio, John Kerry ottenne la Contea di Cuyahoga che gli diede il supporto maggiore in questo stato.

## Economia

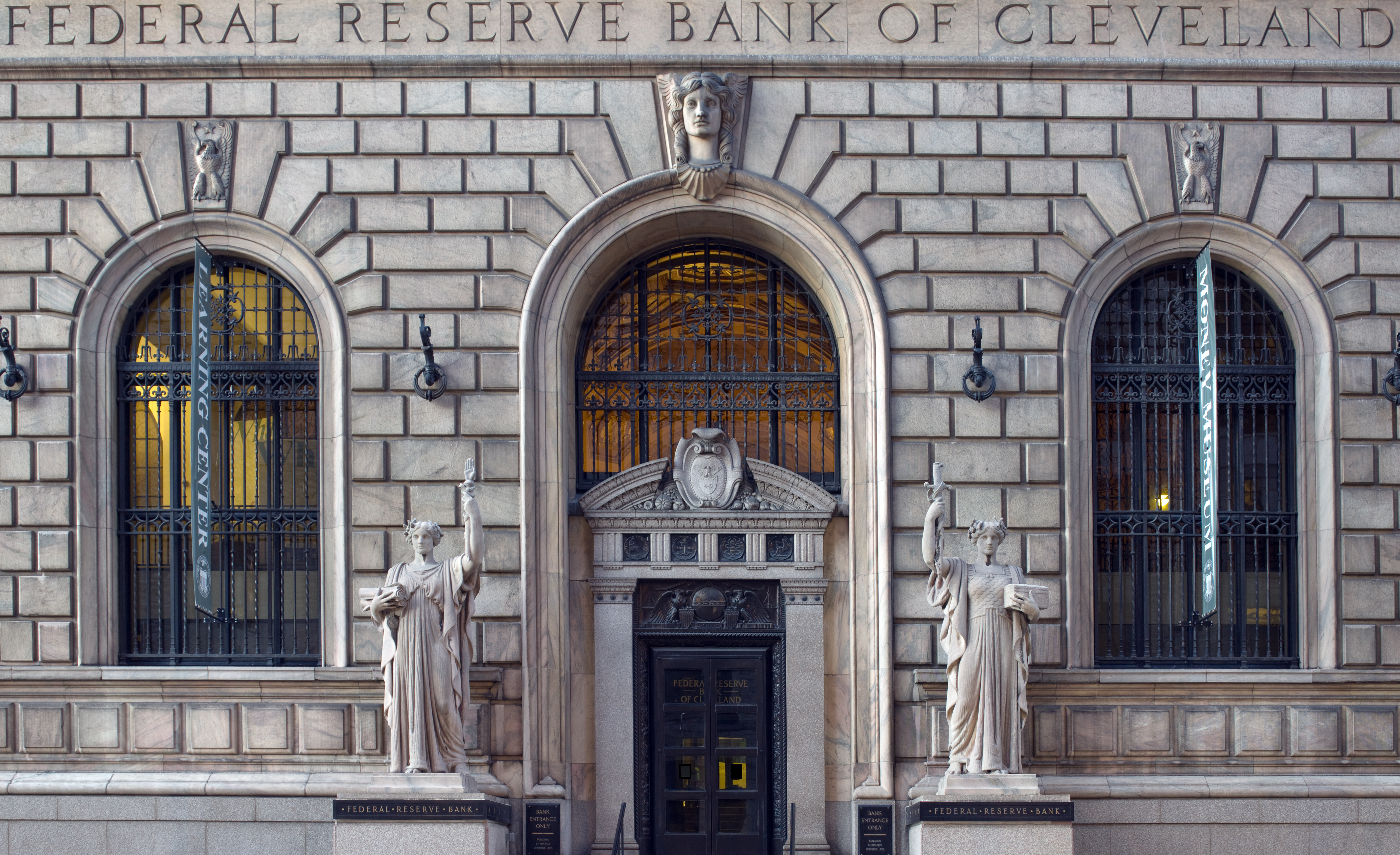
La Federal Reserve Bank di Cleveland

La posizione di Cleveland sul fiume Cuyahoga e sul lago Erie si è dimostrata provvidenziale per la crescita della città stessa e per l'industria. La crescita di Cleveland avvenne dopo l'apertura dei canali Ohio e Erie. Le principali attività industriali furono l'acciaio e altre merci industriali.
La città fu colpita gravemente dal crollo dell'industria ma ha saputo diversificare l'economia in altri rami. Cleveland è la base di molte compagnie quali la National City Corporation, Eaton Corporation, Forest City Enterprises, Sherwin-Williams e la KeyCorp.
Cleveland è anche divenuta una città leader mondiale nel ramo sanitario e nelle scienze sanitarie. Il rinomato Cleveland Clinic è uno degli ospedali più valutati degli Stati Uniti secondo quanto riportato dal U.S. News & World Report. Cleveland sta inoltre emergendo nel campo della biotecnologia e della ricerca sui carburanti.

## Istruzione e cultura

### Università e scuole
Cleveland è sede di vari istituti di istruzione superiore. Il più importante di questi è la Case Western Reserve University, la più rinomata dell'Ohio e la 40ª degli Stati Uniti. Nel quartiere chiamato University Circle hanno sede anche il Cleveland Institute of Art ed il Cleveland Institute of Music, nonché l'Ohio College of Podiatric Medicine. La Cleveland State University (CSU), con sede a Downtown Cleveland, è l'università pubblica cittadina. A Cleveland si trovano inoltre la Myers University e il Cuyahoga Community College. Anche l'Ohio Technical College ha sede a Cleveland.
Il Cleveland Municipal School District è l'unico caso in Ohio ad essere sotto il diretto controllo del sindaco. Conta in totale 127 scuole e circa 69 000 studenti iscritti nell'anno accademico 2005-2006. Dal 2007-08 ha cambiato il proprio nome in Cleveland Metropolitan School District per attirare più studenti anche dal resto della regione.

### Biblioteche
La Cleveland Public Library, fondata nel 1869, è una delle più grandi biblioteche degli Stati Uniti, con una raccolta di 10.559.651 opere nel 2018.

### Musei

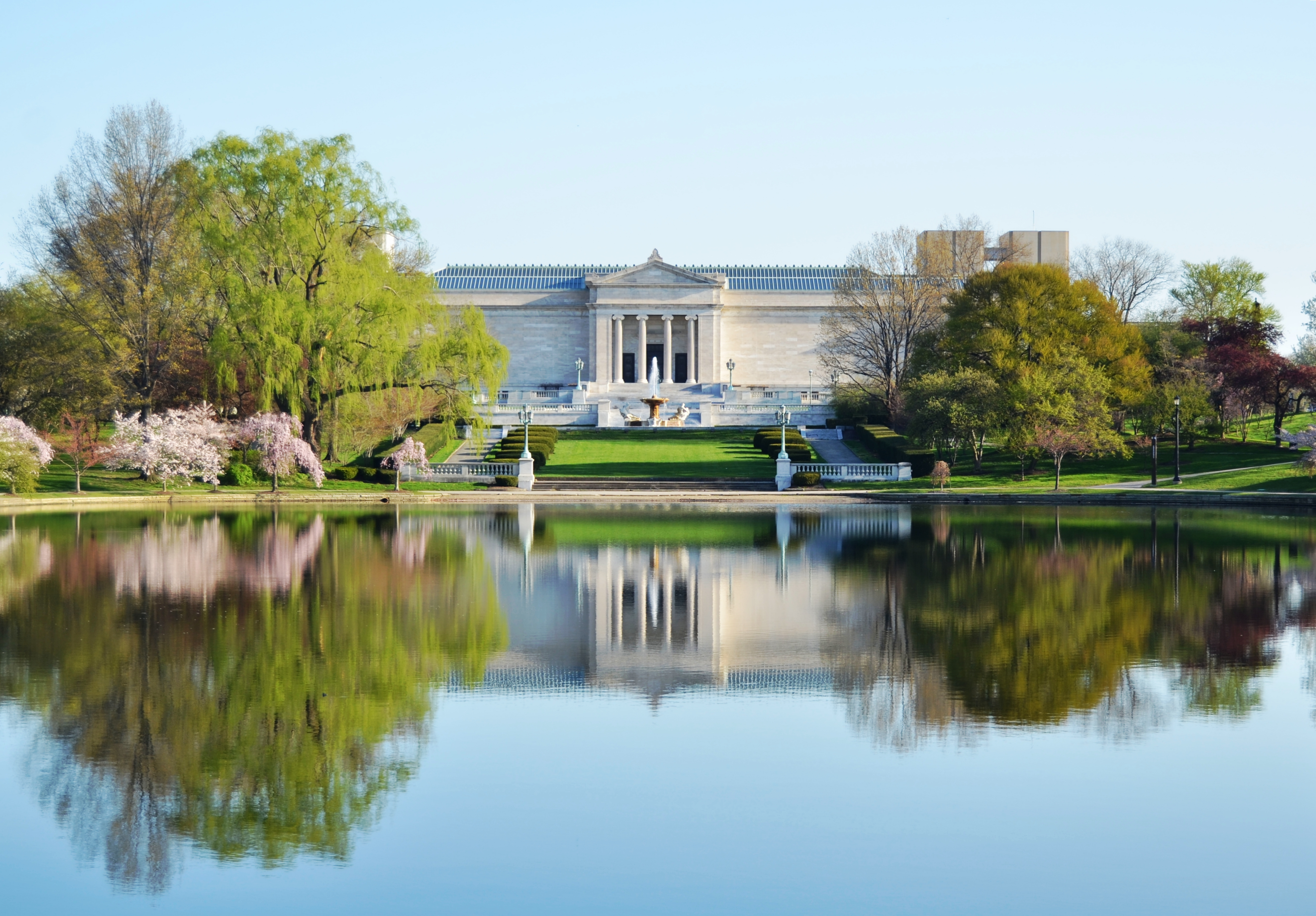
Il Cleveland Museum of Art sorge sulla riva della Wade Lagoon nell'University Circle.

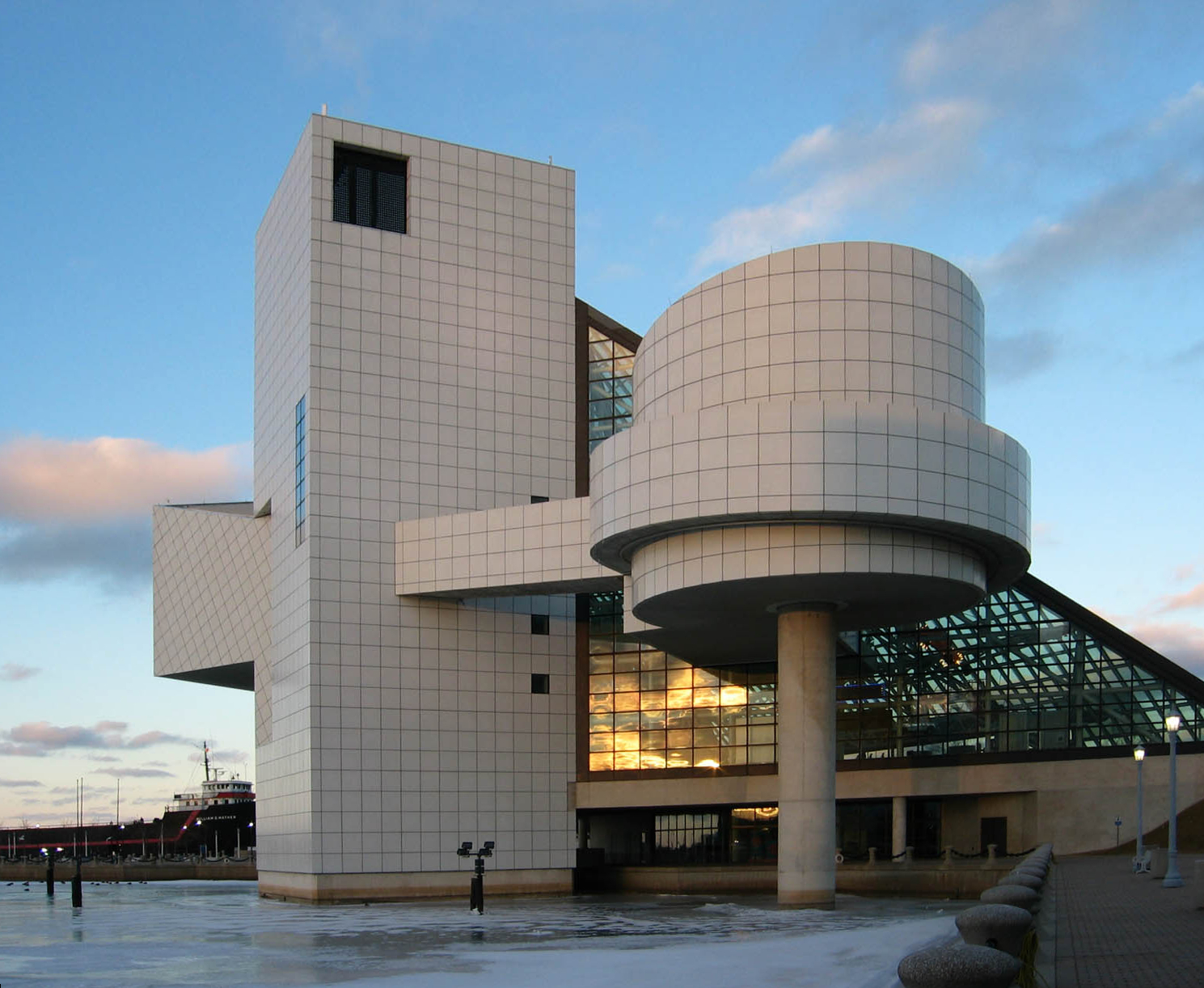
La Rock and Roll Hall of Fame sulle rive del lago Erie

Il Cleveland Museum of Art è uno dei maggiori musei d'arte americani, vantando una raccolta di più di 40.000 opere che coprono più di seimila anni, dall'antichità all'arte contemporanea.
Cleveland è la sede della Rock and Roll Hall of Fame, disegnata da I. M. Pei sul lungolago di North Coast Harbor downtown. 
La città ospita inoltre l'Italian American Museum of Cleveland.

### Teatri e musica
A Cleveland si trova la Playhouse Square, il secondo più grande centro di sale da spettacolo degli Stati Uniti dopo il Lincoln Center di New York. La Playhouse Square si compone di cinque sale. Il centro ospita musicals di Broadway, concerti ed altri eventi. Le istituzioni stabili ospitate nel complesso comprendono l'Opera Cleveland, il Cleveland Ballet, il Cleveland International Film Festival, la Cleveland Play House, il dipartimento di teatro e danza della Cleveland State University, DANCECleveland, il Great Lakes Theater Festival, ed il Tri-C Jazz Fest..
Cleveland è anche sede della Karamu House, il più antico teatro afroamericano degli Stati Uniti, fondato nel 1915.
L'Orchestra di Cleveland è considerata una delle migliori orchestre sinfoniche del mondo e, secondo taluni critici, la migliore degli Stati Uniti. È una delle Big Five orchestras degli Stati Uniti. L'Orchestra durante l'inverno si esibisce nella Severance Hall nello University Circle, mentre d'estate suona nel Blossom Music Center a Cuyahoga Falls.
L'edificio che attualmente ospita la sede dell'emittente radiotelevisiva pubblica di Cleveland, era precedentemente usato come studi radiofonici dell'emittente WJW (AM), quando il disc jockey Alan Freed per primo rese popolare l'espressione rock and roll.

### Parchi

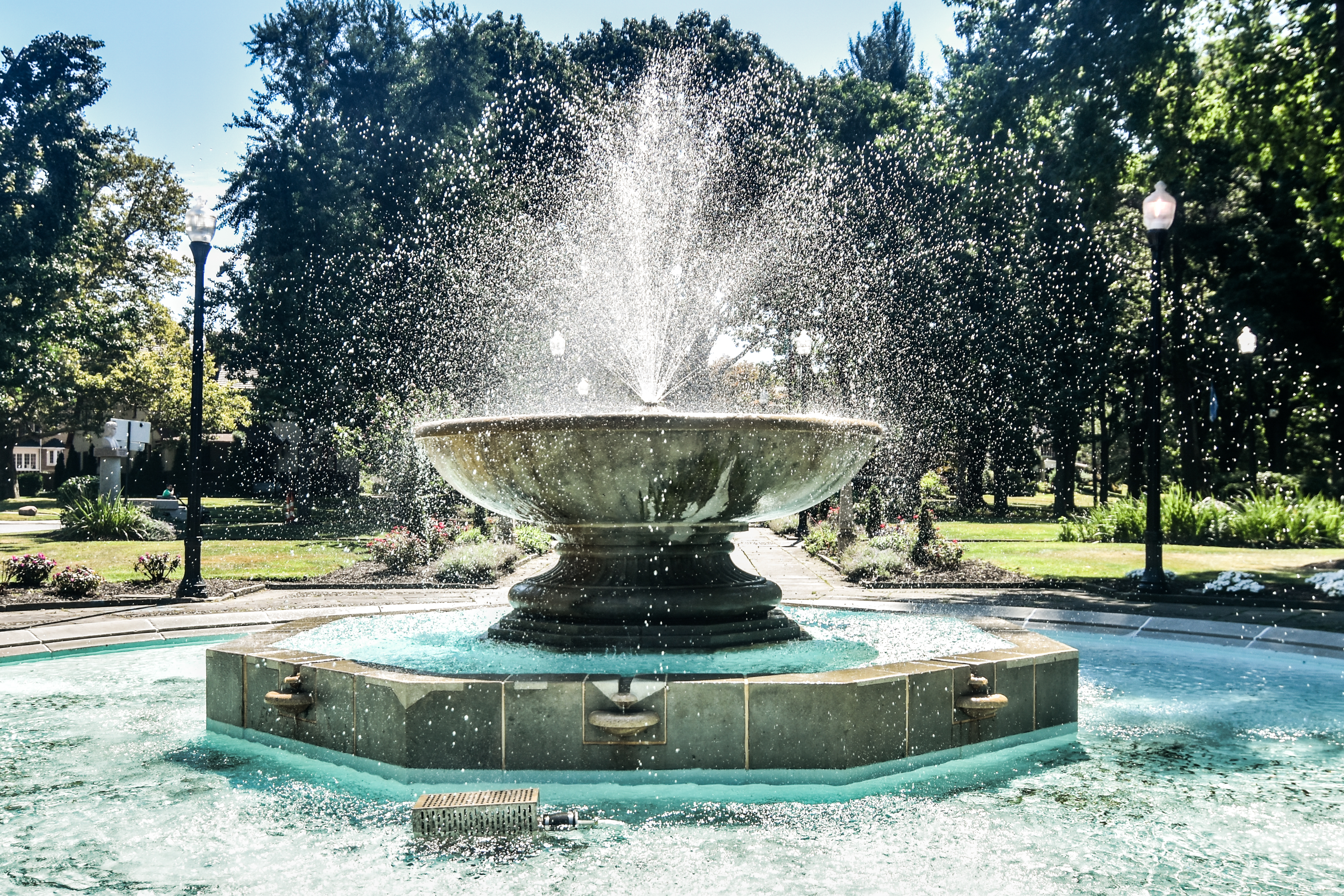
Il giardino culturale italiano di Cleveland

Il parco storico di Cleveland è il Rockefeller Park, interessante per i caratteristici ponticelli ottocenteschi, la serra, ed i Cleveland Cultural Gardens, che celebrano la varietà etnica della città.

## Infrastrutture e trasporti

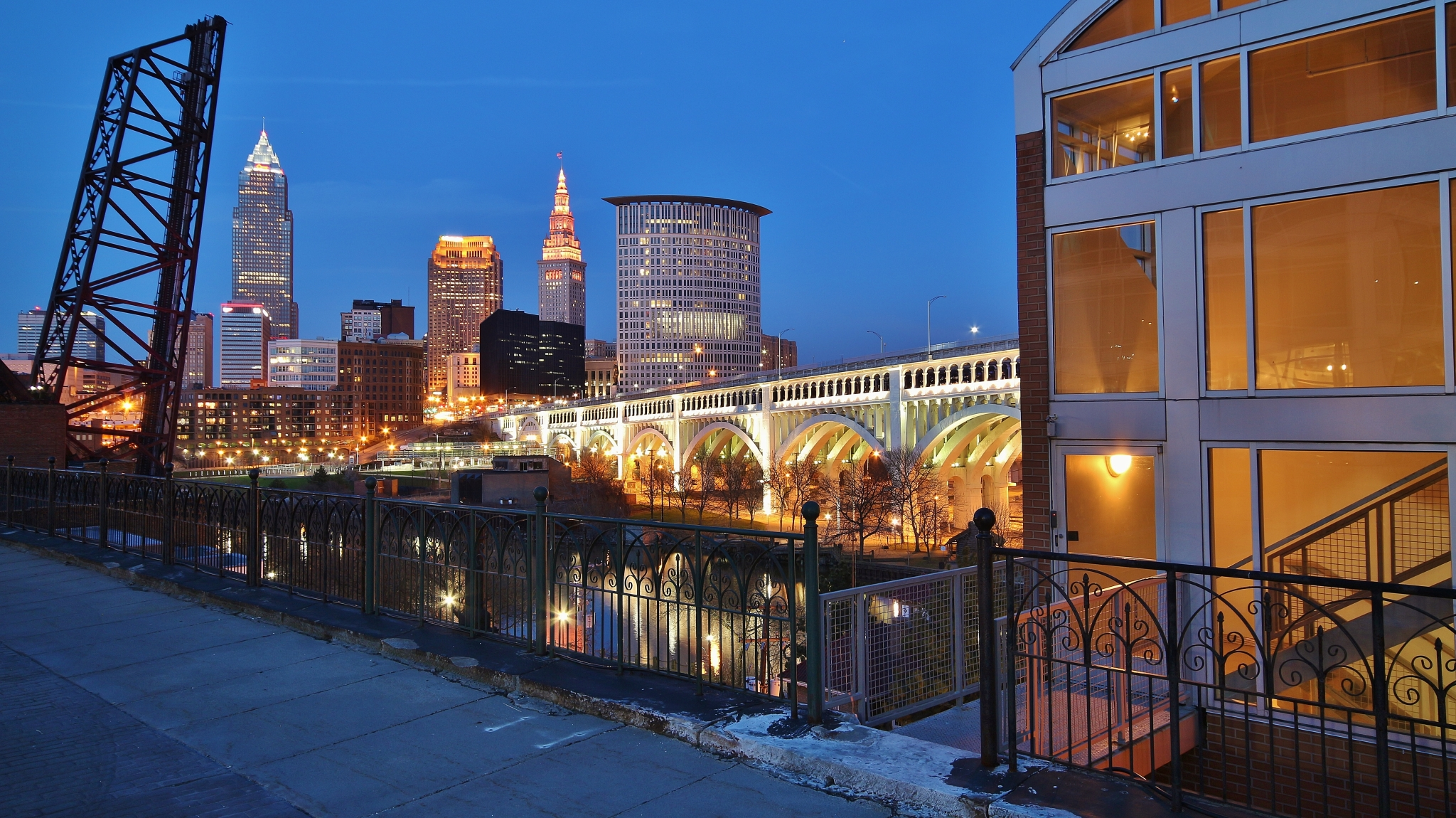
Vista del centro dal viadotto superiore

La città dispone di due aeroporti: il Cleveland Hopkins International Airport è il più grande ed effettua voli internazionali; l'altro, il Burke Lakefront Airport, sulla costa nord del centro è principalmente uno scalo e un aeroporto commerciale.
La città è dotata anche di una linea metropolitana e di una rete tranviaria con due linee.
Amtrak è la compagnia che si occupa del servizio ferroviario di Cleveland.
Il servizio di autobus è fornito dalla Greyhound Lines che ha la sede proprio dietro il distretto teatrale di Playhouse Square.
Cleveland è servita via terra dalla Interstate 71 che inizia a sud-ovest del centro ed è la via migliore di comunicazione tra il centro e l'aeroporto. Attraversa tutto il sud-ovest della città e la collega a Columbus. La Interstate 77 invece parte dal centro e si indirizza verso sud attraverso la periferia ed è, tra le 3 strade principali, quella meno trafficata nonostante connetta Cleveland con Akron. La Interstate 90 corre da est a ovest attraverso la periferia e in seguito gira a nord-est.

## Sport
Le principali squadre sportive di Cleveland includono:
- Cleveland Guardians - (Major League Baseball)
- Cleveland Browns - (National Football League)
- Cleveland Cavaliers - (National Basketball Association)

Eventi sportivi che hanno a che fare con Cleveland sono il Champ Car Grand Prix of Cleveland, la Cleveland Marathon e la Mid-American Conference (pallacanestro collegiale).

## Amministrazione
Gemellaggi
- Vicenza (Patto di amicizia)
- Alessandria
- Bahir Dar
- Bangalore
- Beit She'an
- Brașov
- Bratislava
- Cleveland
- Conakry
- Danzica
- Fier
- Heidenheim an der Brenz
- Holon
- Ibadan
- Klaipėda
- Lima
- Lubiana
- Contea di Mayo
- Miskolc
- Rouen
- Segundo Montes
- Taipei
- Volgograd